# Francesco Musso
Francesco Musso (Port-Saint-Louis-du-Rhône, 22 agosto 1937) è un ex pugile italiano.
È stato campione olimpico dei pesi piuma alle Olimpiadi di Roma del 1960.

## Biografia
Piemontese di Acqui Terme, benché nato in Francia, ha ottenuto risultati soprattutto nei dilettanti, dove ha svolto una carriera di valore assoluto.

### Carriera tra i dilettanti
Dopo aver vinto la medaglia d'argento ai Campionati italiani nel 1957 a Bologna, si laurea Campione italiano dei pesi piuma, nel 1958, a Terni.
Passato ai pesi leggeri, vince la medaglia d'oro ai Campionati mondiali militari, nel 1959, a Bologna e nel 1960, a Wiesbaden. Lo stesso anno, a Torino, è ancora oro ai Campionati italiani, nei leggeri. In questa categoria, però, milita anche il milanese Sandro Lopopolo. In vista delle Olimpiadi di Roma, il selezionatore azzurro Natalino Rea, decide di far scendere di categoria Musso, per farlo combattere nuovamente nei piuma.
L'astuzia di Rea ebbe pieno successo. Alle Olimpiadi, Musso vinse tutti e cinque gli incontri, conquistando così la medaglia d'oro dei pesi piuma, contro lo jugoslavo Miloslav Paunovic (4-1), il sudcoreano Soon Chun-Song (5-0), il sovietico Boris Nikanorov (3-2), il finlandese Jorma Limmonen (5-0) e, in finale, il polacco Jerzy Adamski (4-1). Lopopolo, a sua volta, vinse la medaglia d'argento dei leggeri.
Complessivamente, Musso combatté 82 incontri tra i dilettanti, con 65 vittorie, 10 sconfitte e 7 pari.

### Carriera tra i professionisti
Musso passò al professionismo subito dopo le Olimpiadi, nei pesi leggeri. Perse l'imbattibilità al 18° match, il 28 maggio 1962, a Bologna, contro Jean Dantas. 
Non ha mai combattuto per titoli nazionali o internazionali. Gli unici suoi incontri all'estero, rispettivamente a Helsinki contro Olli Mäki e a Madrid contro Manuel Calvo si sono conclusi con una sconfitta. Quello con Calvo, il 12 agosto 1966 fu il suo ultimo incontro, dopo di che abbandonò l'attività agonistica.
Il suo record, tra i professionisti, è stato di 28 incontri, di cui 24 vinti e 4 persi.